# Joan Bosch i Agustí

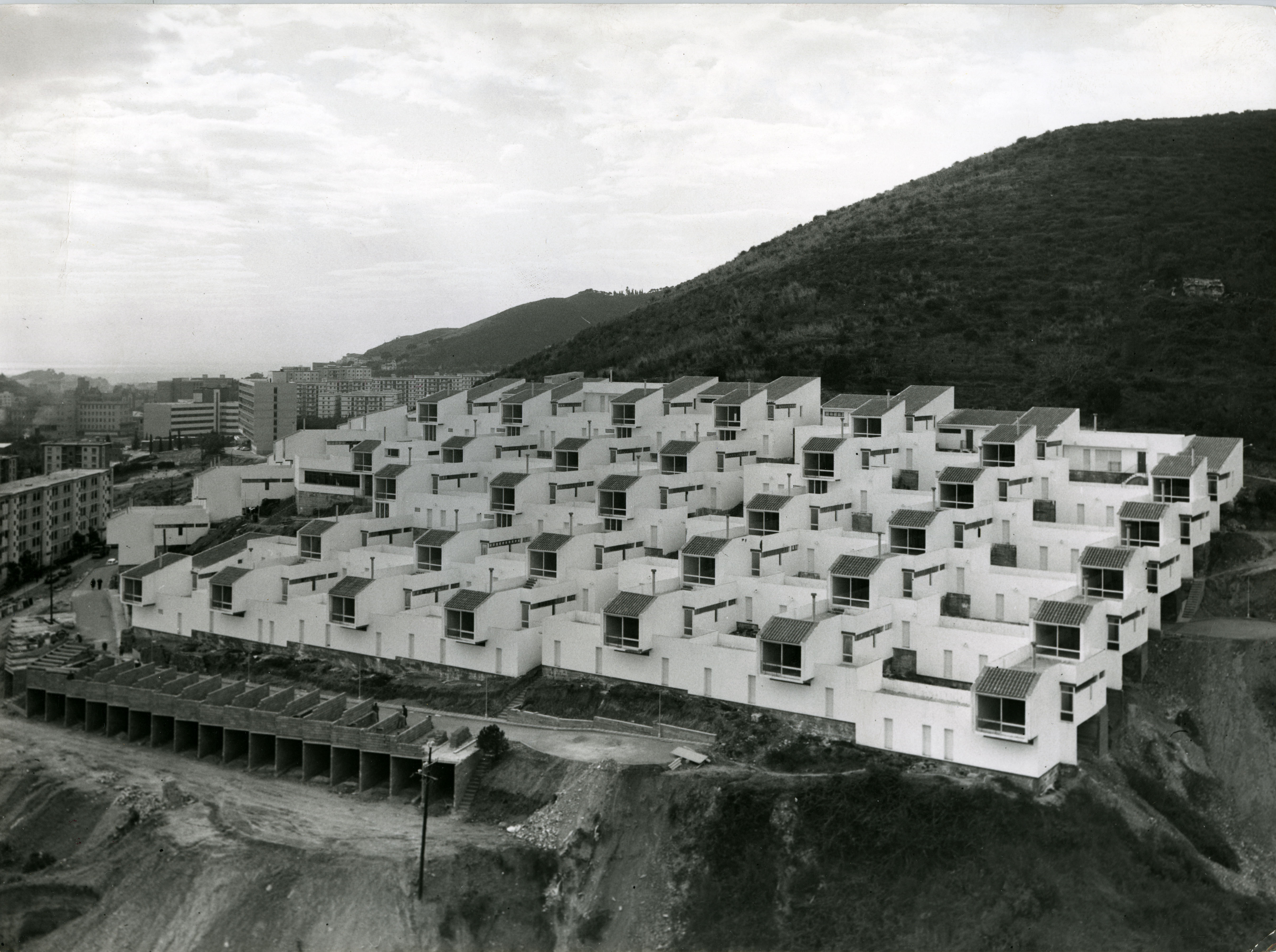
Les casetes blanques (Montbau). Foto Bragulí

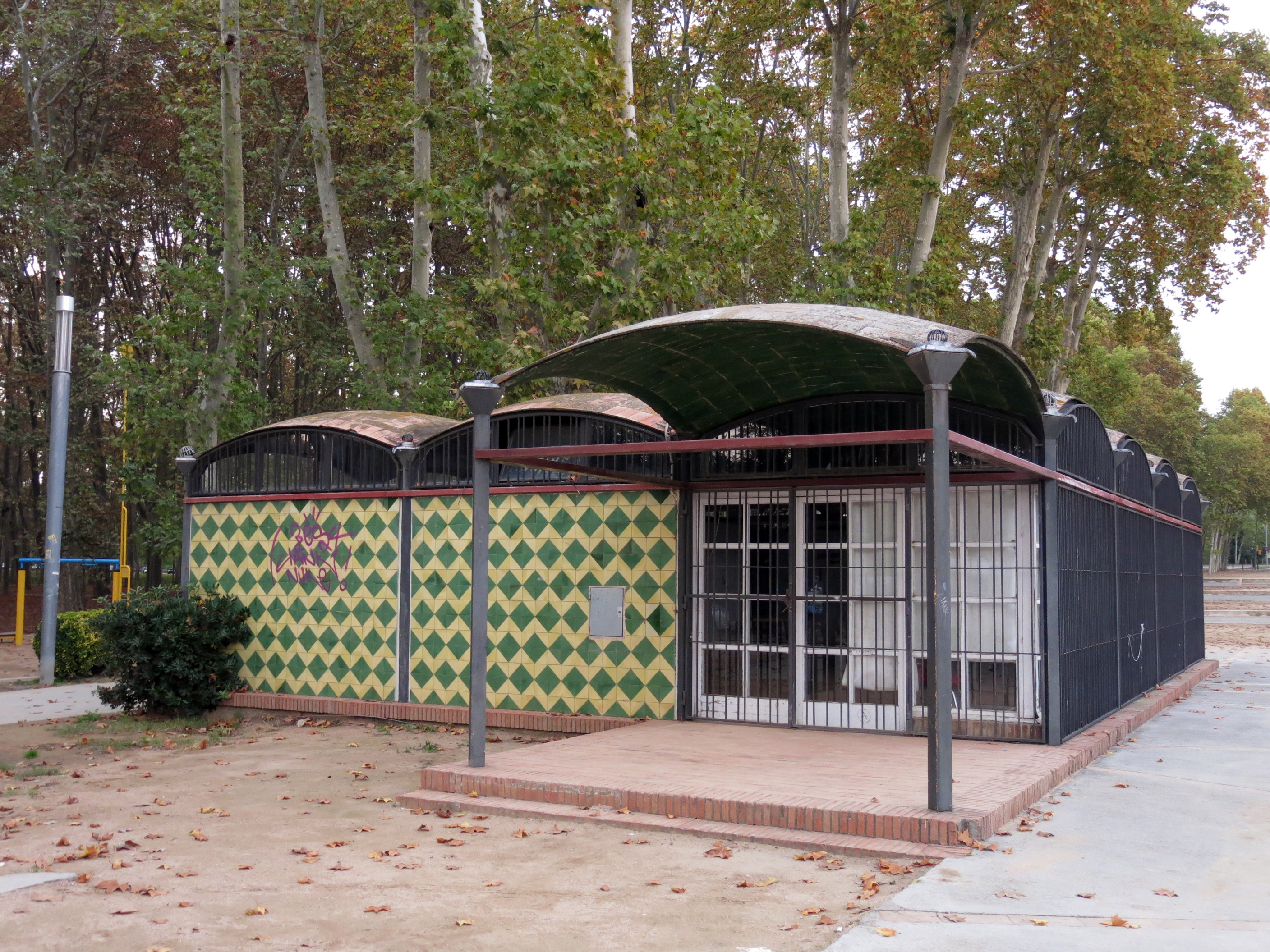
Pavelló d'informació al parc de la Devesa a Girona

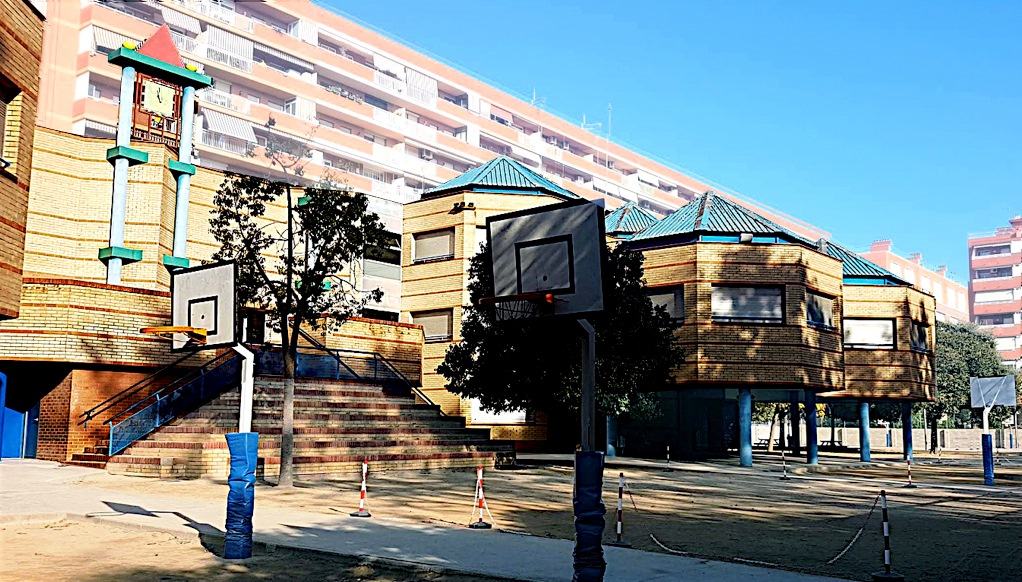
Escola Pública Provençals a Barcelona

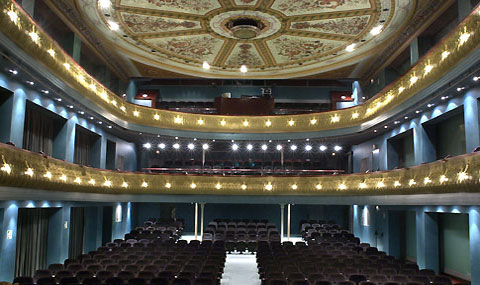
Interior del teatre Zorrilla de Badalona

Joan Bosch i Agustí (Girona, 28 de desembre de 1936 - Barcelona, 10 de maig de 2025) va ser un arquitecte català.

## Biografia
Joan Bosch i Agustí va néixer a Girona el 1936. Fill d'Ignasi Bosch i Reitg i net d'Isidre Bosch i Batallé, tots tres arquitectes.
A l'edat de 14 anys va formar part del primer agrupament escolta diocesà de Girona (l'any 1951), agrupament ideat pels seminaristes Ramon Canals Cases i Jordi Bachs.
Va anar a Barcelona l'any 1955 a estudiar arquitectura. El 1956 va entrar en el moviment parapolític CC (Crist-Catalunya), on va conèixer i treballar conjuntament, entre d'altres, a Josep Espar Ticó, qui uns anys més tard va fundar l'editora de discos Edigsa i va obrir la llibreria Ona, amb qui va organitzar l'any 1958 les Rutes Universitàries a Montserrat.
El dia de Sant Jordi de l'any 1959, va organitzar a la Rambla de Girona la primera parada de llibres després de la Guerra Civil, amb llibres en català.
Va acabar els estudis d'arquitectura a l'Escola Tècnica Superior d'Arquitectura de Barcelona el 1962.
Va ser un dels fundadors, l'any 1963, de la llibreria Les Voltes de Girona, per vendre llibre en català. Ell mateix en dissenyà la remodelació.
En la seva estada a Barcelona va conèixer diversos membres de la Gauche Divine: Va coincidir amb el dissenyador Miquel Milà a l'Escola d'Arquitectura, i amb l'arquitecte Oriol Bohigas varen coincidir com a membres de la Junta de Govern del COAC, amb el deganat de Xavier Subias i el deganat de Josep Maria Fargas.
El 1985 va fundar amb altres pares la 'Fundació Autisme Mas Casadevall', que es va establir al Mas d'aquest mateix nom, a Serinyà. Va ser-ne membre de l'equip director durant molts anys. El 2003 hi va projectar i construir noves llars i una sala polivalent.

## Obra (selecció)
- Les casetes blanques (Montbau), projectades el 1963, un grup de 58 cases unifamiliars esglaonades, al barri de Montbau de Barcelona. Construïdes del 1964 al 1968.
- Pavelló d'informació hotelera del parc de la Devesa a Girona (1964).
- Casa Dolera-Lajo, habitatge unifamiliar a Girona, inclosa a l'Inventari del Patrimoni Arquitectònic de Catalunya (1965).
- Edifici d'habitatges Marboré, obra de Segur de Calafell (Baix Penedès) protegida com a Bé Cultural d'Interès Local. (1968).
- Complex d'apartaments format per tres volums (Ipanema, i Capanema i Mar i vent), a Platja d'Aro, els dos primers realitzats per Joan Bosch (1974-1976).
- Centre Cívic Sant Narcís, a Girona, edifici construït el 1952 pel seu pare, en Ignasi Bosch, que Joan Bosch va reformar als anys 80.[11]
- Escola Pública Provençals, a Barcelona, encarregada per l'Ajuntament de Barcelona, sent l'alcalde en Pasqual Maragall, el 1986.[12]
- Va dirigir la rehabilitació, el 1999, del teatre Zorrilla de Badalona.